# Lotașeve, Talne
Lotașeve (în ucraineană Лоташеве) este localitatea de reședință a comunei Lotașeve din raionul Talne, regiunea Cerkasî, Ucraina.

## Demografie
Componența lingvistică a localității Lotașeve
     Ucraineană (97,15%)
     Rusă (2,19%)
Conform recensământului din 2001, majoritatea populației localității Lotașeve era vorbitoare de ucraineană (97,15%), existând în minoritate și vorbitori de rusă (2,19%).

## Legături externe
- pl Łotaszowa în Dicționarul geografic al Regatului Poloniei și al altor țări slave, volum XV, p. 2 (Januszpol — Wola Justowska)1902